# Ivan Tavčar
Ivan Tavčar, , slovenski odvetnik, politik in pisatelj, * 28. avgust 1851, Poljane nad Škofjo Loko, † 19. februar 1923, Ljubljana.

## Življenjepis
V matični knjigi župnije Poljane je vpisan kot Janez Tavčar. Njegova starša sta bila kajžarja Janez Tavčar st. in Neža Perko. Tavčar je šolanje pričel leta 1858 v trivialki v Poljanah. Potem je nadaljeval na normalki v Ljubljani, končal jo je leta 1863. Pri šolanju sta mu finančno pomagala očetova brata duhovnika. Nato se je leta 1863 vpisal na gimnazijo v Ljubljani, od koder se je zaradi disciplinskih postopkov moral prepisati na novomeško gimnazijo, nato pa spet nazaj na ljubljansko. Književnost ga je navdušila že v dijaških letih in tudi sam se je kmalu preizkusil v pisanju. Po koncu gimnazije leta 1871 se je vpisal na pravo na dunajskem vseučilišču in začel objavljati v raznih revijah (mariborska Zora, Stritarjev Zvon, Ljubljanski zvon, Slovan). Med študijem je odslužil enoletni vojaški rok. Leta 1875 je postal odvetniški pripravnik v Ljubljani in se leta 1877 odpravil v Kranj, kjer se je zaposlil pri Mencingerju. Leta 1880 se je vrnil v Ljubljano, kjer je ostal do smrti. Tu je leta 1884 odprl lastno odvetniško pisarno. V letih od 1886 do 1902 je predsednikoval Dramatičnemu društvu. Politično kariero je začel v kranjskem deželnem zboru, kjer je skupaj s političnim sopotnikom Ivanom Hribarjem sestavljal jedro radikalne skupine liberalnega tabora. Nekaj časa je urejal tudi strankino glasilo Slovenski narod. V letih 1901 do 1907 je bil državnozborski poslanec, od leta 1911 do 1921 je bil tudi ljubljanski župan. V Narodni vladi SHS je bil poverjenik za prehrano. Poročen je bil s Franjo Tavčar (rojena Košenini), ki je bila med pomembnejšimi osebnostmi tedanjega slovenskega ženskega gibanja. Tudi zaradi njenih spodbud je bil zelo dejaven v številnih narodnih društvih; med drugim je postal tudi predsednik Kluba slovenskih biciklistov, prve slovenske kolesarske organizacije. V zadnjih letih svojega življenja je opustil javno delovanje zaradi bolezni. Nekaj časa je bil predsednik Narodne čitalnice v Kranju in ljubljanskega Sokola. Bil je ustanovitelj Pisateljskega podpornega društva in večletni pravni zastopnik. Leta 1889 je bil soustanovitelj društva Pravnik, leta 1904 pa Društva slovenskih književnikov in časnikarjev. Leta 1921 je bil izvoljen za častnega meščana Ljubljane, pred tem tudi v Celju, Kamniku, Kranju, Krškem in Šoštanju. Vedno se je rad vračal v domačo Poljansko dolino, kjer si je leta 1893 kupil posestvo s kmečkim dvorcem Visoko. Umrl je v Ljubljani, pokopan pa je v kapeli nad visoško graščino. Po njem se danes imenuje več ulic in Osnovna šola Ivana Tavčarja v Gorenji vasi.

## Dela
Začel je s pesnikovanjem, potem pa je nadaljeval s prozo, ki jo je pisal do konca svojega življenja. V svojem zgodnjem literarnem ustvarjanju se je zgledoval po Stritarju. Pogosto je pri njem prihajalo do idealizacije slovenskega kmetstva in povzdigovanje neoskrunjene narave. Večkrat se je pod svoja dela podpisal s psevdonimom Emil Leon. Prevladujejo pesmi z ljubezensko tematiko, razne politične zbadljivke in pesmi, posvečene domovini. Leta 1884 sta v Kresu izšli dve Jesenski pesmi (Poglej, na polje slana pada in Prepozno), ki sta bili posvečeni tega leta umrli Emiliji in novi izvoljenki Franji. Gre za intimno opevanje Emilije, v katerem se pokaže njena nedostopnost. Navdihovala ga je tudi v naslednji pesmi Gazela, ki jo je objavil v Zori leta (1872).
Književne prispevke je začel objavljati, ko je bil še študent, mdr.  dijaškem lističu Slavec. Pozneje je objavljal v Stritarjevem Zvonu, v Zori, v Ljubljanskem zvonu, v Slovanu. Svojo prvo pripovedko pa je objavil v Slavljanskem jugu pod naslovom Primola leta 1868.
Njegovo edino odrsko delo je skeč Erazem iz jame, napisal ga je v srednji šoli in podnaslovil kot žaloigra. Prikazuje usodo predjamskega viteza, ki so ga preganjali zaradi zvestobe prijatelju. Poudarja varnost doma.
Tavčar velja za enega najboljših slovenskih pripovednikov 19. stoletja. V njegovih delih se vidi povezava s kmečkim okoljem, iz katerega je izhajal. Prvi prozni deli sta bili Slavec  in Poldne na deželi.
Tavčar je svoje pisateljevanje začel z ljubezenskimi novelami. V eni prvih, Doni Klari, je prvič izrazil nazor, da je ljubezen človeku v pogubo, ki se kasneje periodično pojavlja v njegovih delih (Dona Klara umre od žalosti, ker so njenega ljubimca umorili). V Bolni ljubezni in Mladih letih se kaže njegova družbena prizadetost ter boj mladega junaka z aristokracijo, ki se pogosto konča nasilno. Osrednji junak v Bolni ljubezni je Radoslav, ki piše z Dunaja v domači kraj prijatelju. Pripoveduje mu o svojem življenju, bolezni in zaljubljenosti v Avrelijo, kateri se odpove zaradi družbenega sloja. Reven študent se namreč ne more poročiti z aristokratinjo. Zaradi tega trpi in umre. Smrt kot rešitev se pokaže tudi v Soror Pia. Dekle odide v samostan, ker dobi sporočilo, da je njen fant mrtev. Zaobljubi se Bogu. Kasneje izve, da je živ ter da se želi poročiti z drugim dekletom. Rešitev ljubezenske nesreče je smrt. V Mladih letih pa se je Ivan po petnajstih letih vrnil na svoj dom, ki je stal ob graščini. Zaljubi se v konteso Marijo, nakar izve, da sta brat in sestra. V noveli Antonio Gledjevič smo priča mlademu meščanu, ki je kot demokrat in domoljub protestiral proti preživeli aristokraciji in takratni oblasti. In vendar! je noveleta v pismih, kamor je vpeljal srečni konec. Profesor Filip je bil odločen nasprotnik poroke. Med počitnicami se je vrnil na svoj dom, katerega je njegov oskrbnik dal v najem meščanski družini. Profesor se je zaljubil v njihovo hčerko in se na koncu tudi poročil. Napisal je tudi tri novele z zgodovinsko tematiko. To so Tiberius Pannonicus (čas Neronove vladavine in pobeg vojščaka s kristjanko), Kuzovci (tematika rokovnjačev) in Vita vitae meae. Slednja govori o nasprotjih med katoliki in protestanti. Glavnega junaka doleti nesrečen konec zaradi vnete predanosti katoliški veri. Njegova vera je tako močna, da ne prenese misli, da bi lahko bil sin luteranske matere. V Ljubljanskem zvonu je leta 1894 izdal V Zali, ki vključuje štiri novele. Prva ima zgodovinsko tematiko in govori o kanoniku Amandu in obdobju protireformacije, druge tri pa imajo kmečko tematiko. Skupna misel je: Ljubezen nam je vsem v pogubo, tako živali kakor človeku!
Napisal je tudi nekaj črtic. Ena prvih je Meine Schwester Elisa, zasnovana je bila kot petdejanska tragedija in je bila narejena kot naloga za šolo. V naslednjem koraku je začel ustvarjati bolj realistične črtice, izdal jih je pod skupnim naslovom Med gorami kot "slike iz Loškega pogorja". Izhajale so med 1876 in 1888 v Zori, Zimskih večerih in Povestih. V tem ciklu se nahaja 12 črtic: Holekova Nežika, Gričarjev Blaže, Tržačan, Moj sin, Kako se mi ženimo, Kalan, Kobiljekar, Grogov Matijče, Posavčeva češnja, Šarevčeva slika, Kočarjev gospod, Miha Kovarjev. Piše v prvi osebi ednine, vendar ne gre za osebno izpoved, ampak je predstavljena usoda ljudstva. Govori o revščini, krutosti in brezobzirnosti ljudi. Za Tavčarja je najhujše zlo tisto, ki prihaja od zunaj, s strani meščanstva. Svoje muke zaupa le sosedovi Ančki in obžaluje, da ni vzel nje. Ančka z njim zanosi in ob porodu umre skupaj z otrokom. Ko žena izve za to, Blaže pobegne v neznano. Spomladi pa so našli njegove kosti, ki so visele na vrhovih bukve. V Posavčevi češnji pa spoznamo Jakoba, ki se vrne od vojakov in najprej spleza na domačo češnjo, pod katero se je nazadnje poslovil od ljubice Marjanice. Mimo pridejo godci, ki oznanjajo veseli dogodek - svatbo njegove nezveste ljubice. Jakobu se ob tem stemni pred očmi, pade s češnje in ostane hrom. Svojo zadnjo lirično črtico Pomlad, ki ni v tem ciklu, saj ne gre več za ljudsko tematiko, pa je posvetil nadškofu Strossmayerju.
Poleg pisanja črtic in novel se je lotil tudi pisanja romana. Leta 1884 je v Ljubljanskem zvonu izdal roman Mrtva srca. Gre za realistično pripoved, ki govori o razočaranjih mladeniča, katera si je pridobil v meščanskih, aristokratskih in cerkvenih krogih, in družbi, ki je podlegla materializmu. Glavni junak se poskuša upreti pridobitništvu, a sam postane žrtev. Tavčar pokaže pesimistični pogled. Nato je napisal še dva romana s srečnim koncem. Leta 1876 je izšel Ivan Slavelj, leta 1881 Otok in Struga. Slednja govori o sovraštvu grofovskih družin. Otok in Struga sta dva dvorca. Struga je bil dom barona Konštantina in njegove sestre baronice Zore. Na Otok pa je čez poletje prihajal grof Milan z ženo in hčerko. Sovraštvo med družinama je vladalo zaradi ljubezni med grofom Milanom in Konštantinovo sestro. Pozabljeno pa je bilo s poroko Konštatina in Milanove hčerke. V Ivanu Slavlju pa se pokaže želja revnih staršev, da bi njihov sin postal duhovnik. Želja se jim ne uresniči, saj postane zdravnik in se giblje v aristokratičnih družbenih krogih. Junak se na koncu poroči z ljubljenim dekletom. Leta 1885 je izdal Janez Solnce, kjer je predstavil ogorčenost plemstva, ker se je mladi vitez želel poročiti z lepotico nižjega stanu, katero si je poželel in ugrabil plemič s Turjaka. Njegovo najobsežnejše delo Izza kongresa je izšlo leta 1905. Gre za zgodovinski roman, ki je bil objavljen Ljubljanskem zvonu. Idejo zanj je dobil, ko je bil v Ljubljani pod Metternichovim vodstvom kongres, kjer so se sestali avstrijski cesar, ruski car in italijanski kralj. Delo je pisal med sejami v dunajskem parlamentu. Prikazal je različne značaje ljudi. Od tiransko nadutih in bogatih mogotcev do najrevnejšega prebivalstva. Gre za vrtiljak tragedije in komedije brez zaključka. Leta 1917 je prav tako v Ljubljanskem zvonu izdal Cvetje v jeseni. Prikazano je nasprotje med kmečkim in meščanskim načinom življenja. Sam naslov je prispodoba za ljubezen med Janezom in Meto. Njuna ljubezen ne obrodi sadov, tako kot ga tudi ne cvetje v jeseni. Meta zaradi srčne napake umre v njegovem naročju. V začetnem delu romana avtor prikaže dejstvo, da le z naravo povezan kmečki človek še lahko živi globoko in čustveno. Janez je ljubljanski odvetnik, ki se je naveličal meščanskega načina življenja in se odpravil na obisk k svojemu bratrancu Boštjanu Presečniku na deželo. Tam spozna njegovo hčerko Meto in kljub veliki starostni razliki se med njima razvije ljubezen. Kmalu se mora Janez vrniti v mesto, saj ga čakajo delovne obveznosti. Slovo od Mete je težko, zato razmišlja celo, da bi jo vzel k sebi za gospodinjo. Vendar se zaveda, da se ne bi mogla navaditi mestnega načina življenja. Najde rešitev in kupi posestvo na deželi. Ko se vrne nazaj, Meto zaprosi za roko. Ta od prevelike sreče umre, zaradi srčne hibe. Povest je napisana kot okvirna pripoved, saj se vse začne v Ljubljani, ko se Janez med čajanko trem mestnim damam pripoveduje zgodbo o veliki ljubezni. Tukaj se tudi vse konča. Na koncu je podan čustven poziv k ljubezni do slovenske zemlje. Leta 1919 je napisal svoje najbolj znano delo Visoška kronika in jo objavil v Ljubljanskem zvonu. Govori o dogajanju v 17. stoletju, v katerem se je končala tridesetletna vojna. Tavčar je imel namen napisati trilogijo, a je prej umrl, zato je nastal samo en del. Idejo je dobil, ko je kupil posestvo na Visokem in tam našel družinsko kroniko prejšnjih lastnikov. Napisana je v obliki kronike, ki jo pripoveduje glavni protagonist, prvoosebni pripovedovalec Izidor Khalan. Glavna tema je pokoritev za grehe očeta.

#### Najbolj znana dela:
- Ivan Slavelj (1876) (COBISS)
- Vita vitae meae (1883) (COBISS)
- Mrtva srca (1884) (COBISS)
- Janez Sonce (1885-1886) (COBISS)
- Med gorami - zbirka kratkih pripovedi (1876-1888) (COBISS)
- Grajski pisar (1889) (COBISS)
- 4000 (1891) (COBISS)
- V Zali (1894) (COBISS)
- Izza kongresa (1905-1908) (COBISS)
- Cvetje v jeseni (1917) (COBISS)
- Mlada leta (1917) (COBISS)
- Visoška kronika (1919) (COBISS)

#### Novele
- Dona Klara (1872) (COBISS)
- Povest v kleti (1872) (COBISS)
- Bolna ljubezen (1874) (COBISS)
- Valovi življenja (1877) (COBISS)
- In vendar -! (1878) (COBISS)
- Soror Pia (1879) (COBISS)
- Antonio Gleđević (1880) (COBISS)
- Čez osem let (1880) (COBISS)
- Gospod Ciril (1880) (COBISS)
- Tat (1880) (COBISS)
- V Karlovcu (1881) (COBISS)

#### Črtice
- Meine schwester Elisa (1868)
- Nasproti stari palači (1874)
- Gospa Amalija (1875) (COBISS)
- Margareta (COBISS)

- Prijatelj Radivoj (1877)